# Parapygoplus variatus
Parapygoplus variatus is een hooiwagen uit de familie Assamiidae.